# Carissa macrocarpa
 (13 octobre 2019).
Espèce
Classification APG III (2009)
Carissa macrocarpa, ou prunier du Natal ou carissa, est une espèce de plantes eudicotylédones, de la famille des Apocynaceae. Cette espèce est originaire d'Afrique du Sud, plus précisément de la région Natal.

## Description
C'est un arbuste très ramifié qui peut atteindre entre 4 et 6 mètres de hauteur. Il est pourvu de nombreuses épines bifurquées, longues et fortes. Du latex est présent dans ses différentes parties
Les feuilles sont de couleur vert foncé, les fleurs sont blanches de 5 cm de diamètre en forme d'étoile et très parfumées. Les fruits sont des baies ovales ou sphériques, par paires, rouges vif, à épiderme cireux ; la pulpe est rouge et 12 graines sont logées dans chaque fruit.

## Utilisation
La prune de Natal se mange crue. C'est un fruit très sucré, acidulé, rafraîchissant et très riche en vitamine C. On peut aussi le consommer sous forme de confitures, de gelées ou de tartes [réf. souhaitée].
Cette espèce est de plus utilisée pour faire des haies ; ses épines menaçantes en font une barrière dissuasive.

## Culture et exploitation
C'est une espèce relativement rustique. La multiplication est réalisée par semis de graines, qui mettent moins d'un mois pour pousser. L'espèce peut également se bouturer, se marcotter et se greffer. Les premières productions ont lieu dès la deuxième année.

## Galerie

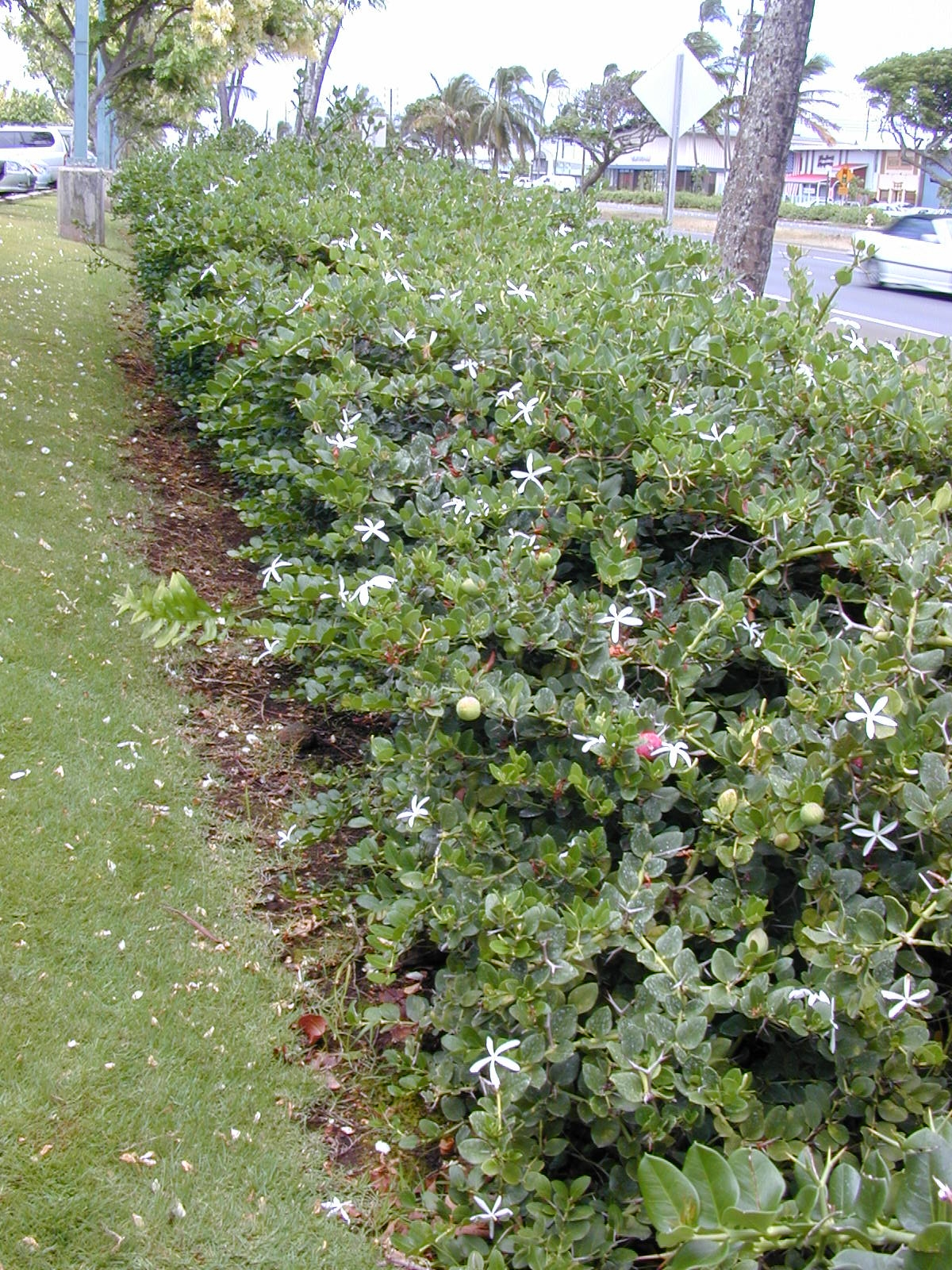
buisson épineux
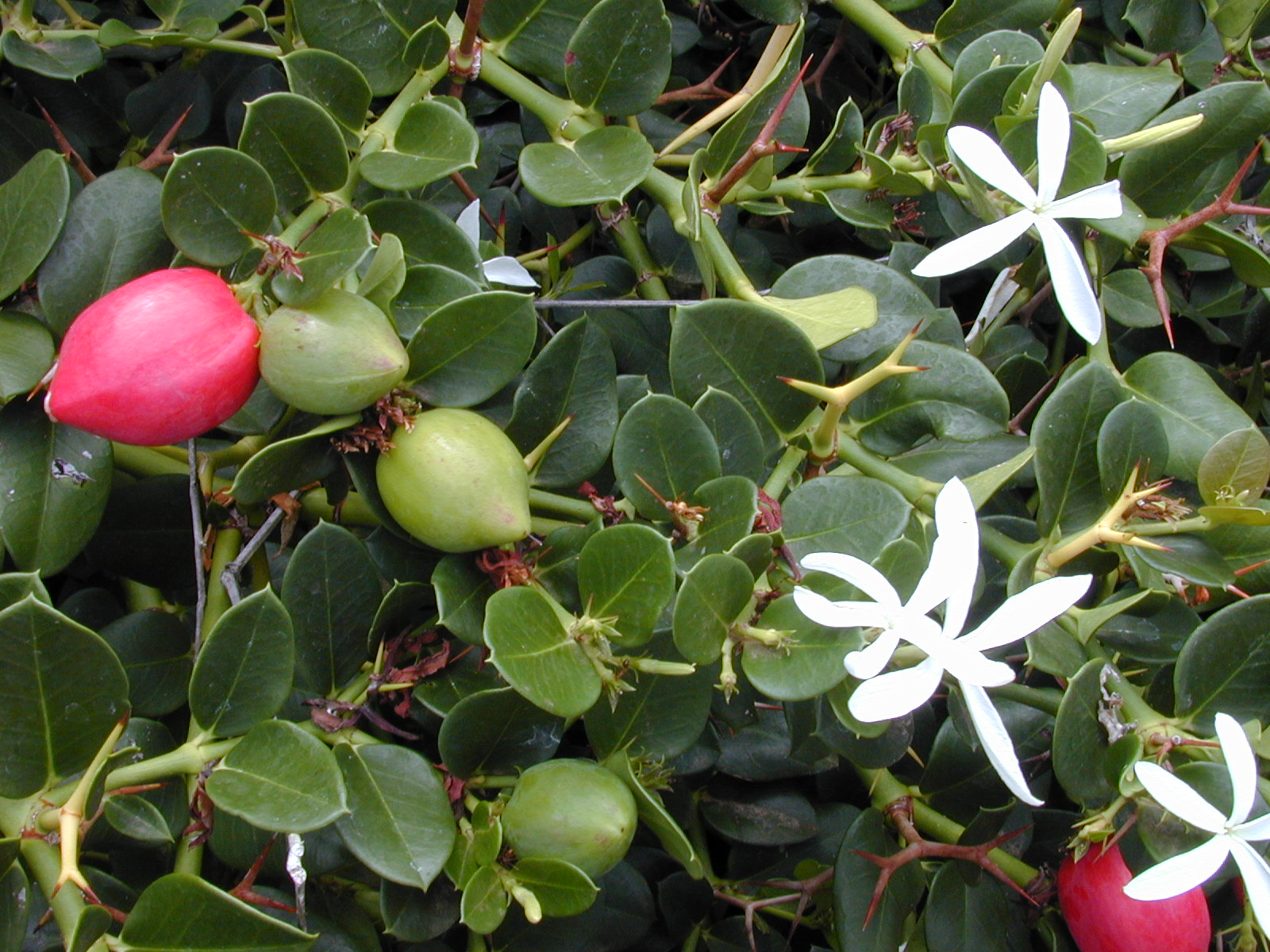
fleurs et fruits
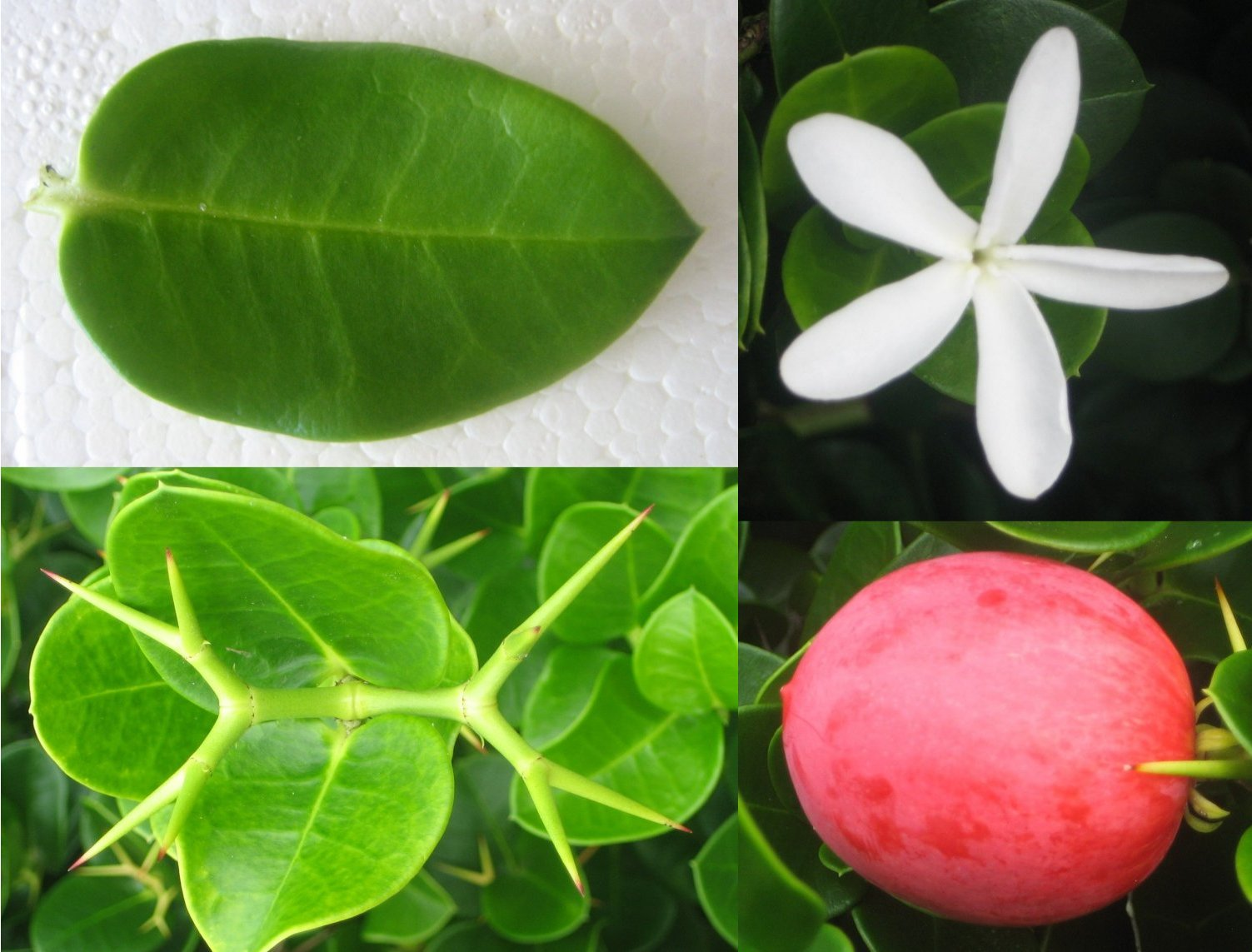
feuille, épines, fleur et fruit
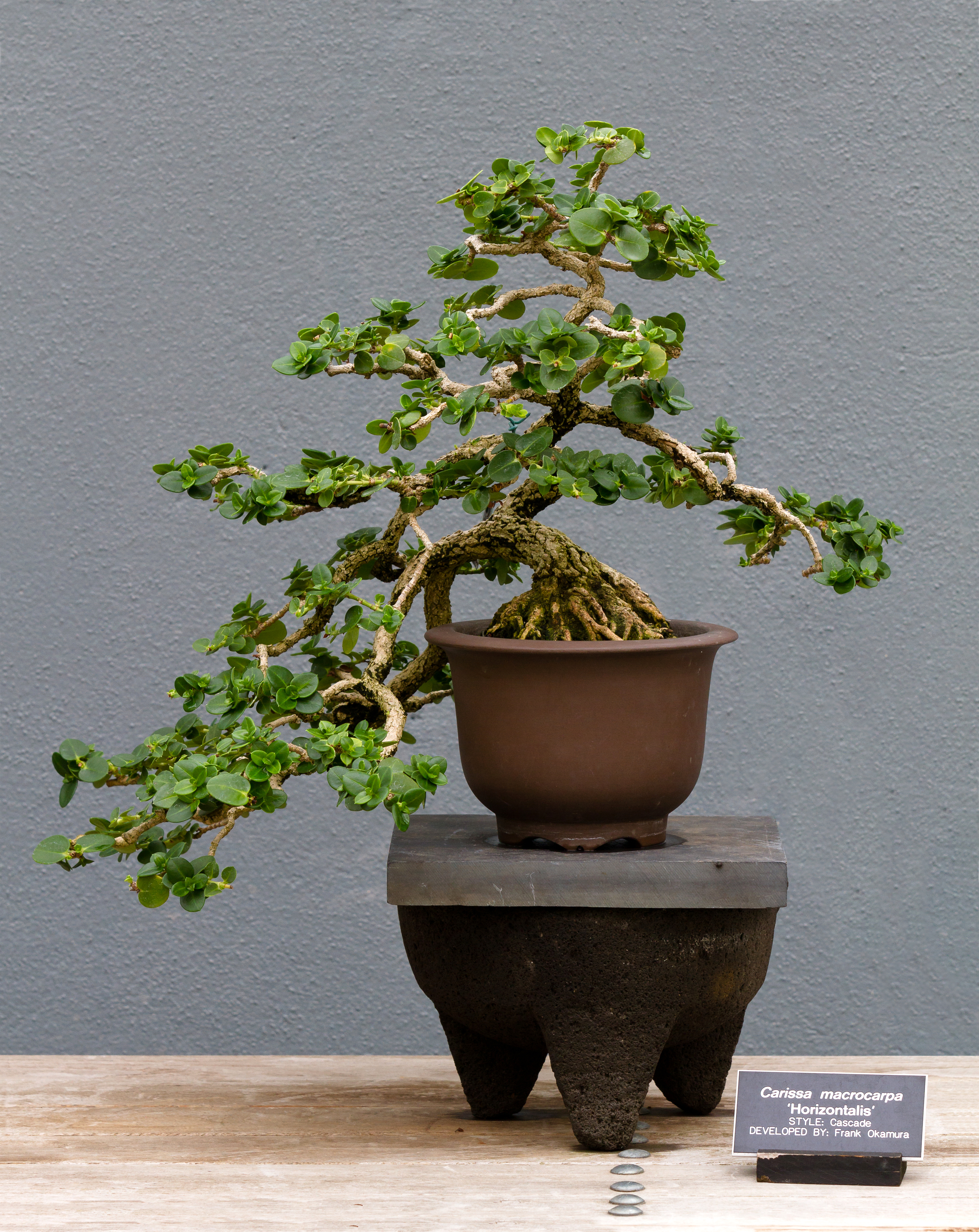
Bonsaï Carissa macrocarpa var. Horizontalis
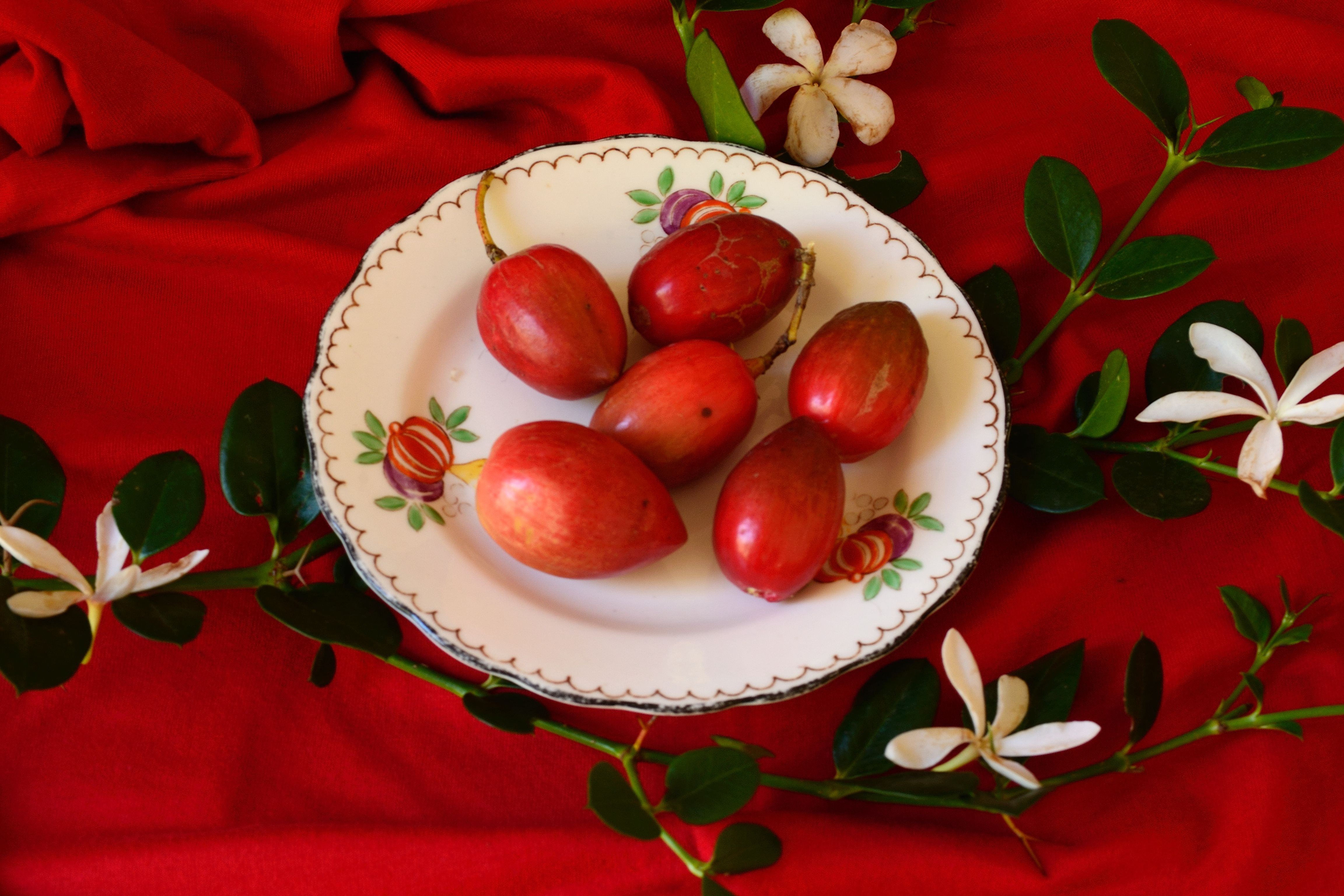
Carissa macrocarpa d'Afrique du Sud (num num)